# وردنل
وردنل (به فرانسوی: Verdenal) یک کامین در فرانسه است که در Canton of Blâmont واقع شده‌است.

## خصوصیات
وردنل ۶٫۵۴ کیلومترمربع مساحت و ۱۲۰ نفر جمعیت دارد و ۲۸۵ متر بالاتر از سطح دریا واقع شده‌است.